# Надзвичайний і Повноважний Посол (Україна)
Надзвичайний і Повноважний Посол України — вищий дипломатичний ранг в Україні. Встановлений Законом України «Про дипломатичну службу» (Відомості Верховної Ради України (ВВР), 2002, № 5, ст.29).
У списку, після дати присвоєння дипломатичного рангу, зазначено номер відповідного Указу Президента України та посада на момент присвоєння рангу.

## Особи, що отримали дипломатичний ранг Надзвичайного і Повноважного Посла
1. 13 лютого 1992 р., № 85 — Зленко Анатолій Максимович, Міністр закордонних справ України
2. 26 лютого 1992 р., № 110 — Макаревич Микола Петрович, перший заступник Міністра закордонних справ України
3. 26 лютого 1992 р., № 111 — Ліпатов Валентин Миколайович, заступник Міністра закордонних справ України
4. 2 березня 1992 р., № 121 — Батюк Віктор Гаврилович, Постійний представник України при ООН
5. 6 березня 1992 р., № 132 — Лубківський Роман Мар'янович, Надзвичайний і Повноважний Посол України в Чеській і Словацькій Федеративній Республіці
6. 6 березня 1992 р., № 134 — Білорус Олег Григорович, Надзвичайний і Повноважний Посол України в Сполучених Штатах Америки
7. 6 березня 1992 р., № 136 — Пісковий Іван Миколайович, Надзвичайний і Повноважний Посол України в Федеративній Республіці Німеччина
8. 6 березня 1992 р., № 140 — Орел Анатолій Костянтинович, Надзвичайний і Повноважний Посол України в Італії
9. 6 березня 1992 р., № 142 — Костенко Юрій Васильович, Надзвичайний і Повноважний Посол України в Австрії
10. 13 березня 1992 р., № 155 — Сліпченко Олександр Сергійович, Постійний представник України при ЮНЕСКО, Тимчасовий повірений у справах України у Франції
11. 13 березня 1992 р., № 156 — Озадовський Андрій Андрійович, Постійний представник України при Відділенні ООН та інших міжнародних організаціях у Женеві, Тимчасовий повірений у справах України в Швейцарії
12. 1 квітня 1992 р., № 201 — Удовенко Геннадій Йосипович, посол з особливих доручень Міністерства закордонних справ України
13. 1 квітня 1992 р., № 202 — Крижанівський Володимир Петрович, Надзвичайний і Повноважний Посол України в Російській Федерації
14. 14 травня 1992 р., № 295 — Лук'яненко Левко Григорович, Надзвичайний і Повноважний Посол України в Канаді
15. 31 серпня 1992 р., № 453/92 — Василенко Володимир Андрійович, Надзвичайний і Повноважний Посол України в Королівстві Бельгія
16. 7 вересня 1992 р., № 461/92 — Тарасюк Борис Іванович, заступник Міністра закордонних справ України
17. 10 вересня 1992 р., № 464/92 — Комісаренко Сергій Васильович, Надзвичайний і Повноважний Посол України в Сполученому Королівстві Великої Британії та Північної Ірландії
18. 16 вересня 1992 р., № 473/92 — Турянський Ігор Мефодійович, Надзвичайний і Повноважний Посол України в Турецькій Республіці
19. 14 грудня 1992 р., № 600/92 — Кочубей Юрій Миколайович, надзвичайний і Повноважний посол України у Французькій Республіці
20. 19 лютого 1993 р., № 42/93 — Щербак Юрій Миколайович, Надзвичайний і Повноважний Посол України в Державі Ізраїль
21. 19 лютого 1993 р., № 43/93 — Плюшко Анатолій Дмитрович, Надзвичайний і Повноважний Посол України в Китайській Народній Республіці
22. 4 березня 1993 р., № 74/93 — Желіба Володимир Іванович, Надзвичайний і Повноважний Посол України в Республіці Білорусь
23. 12 квітня 1993 р., № 119/93 — Воробйов Олександр Костянтинович, Надзвичайний і Повноважний Посол України в Республіці Болгарія
24. 12 квітня 1993 р., № 120/93 — Корнєєнко Борис Іванович, Надзвичайний і Повноважний Посол України в Грецькій Республіці
25. 5 травня 1993 р., № 158/93 — Ткач Дмитро Іванович, Надзвичайний і Повноважний Посол України в Угорській Республіці
26. 26 січня 1994 р., № 30/94 — Сардачук Петро Данилович, Надзвичайний і Повноважний Посол України в Словацькій Республіці
27. 15 лютого 1994 р., № 49/94 — Бойко Віталій Федорович, Надзвичайний і Повноважний Посол України в Республіці Молдова
28. 16 березня 1994 р., № 90/94 — Пащук Віктор Вікторович, Надзвичайний і Повноважний Посол України в Аргентинській Республіці
29. 16 березня 1994 р., № 91/94 — Масик Костянтин Іванович, Надзвичайний і Повноважний Посол України у Фінляндській Республіці
30. 19 січня 1995 р., № 68/95 — Федоров Володимир Григорович, Надзвичайний і Повноважний Посол України в Російській Федерації
31. 6 лютого 1995 р., № 103/95 — Дашкевич Михайло Павлович, Надзвичайний і Повноважний Посол України в Японії
32. 3 листопада 1995 р., № 1012/95 — Бутейко Антон Денисович, перший заступник Міністра закордонних справ України
33. 7 серпня 1996 р., № 645/96 — Грищенко Костянтин Іванович, заступник Міністра закордонних справ України
34. 7 серпня 1996 р., № 646/96 — Гудима Борис Миколайович, заступник Міністра закордонних справ України
35. 7 серпня 1996 р., № 647/96 — Ходоровський Георгій Іванович, Надзвичайний і Повноважний Посол України в Республіці Індія
36. 7 серпня 1996 р., № 648/96 — Тараненко Олександр Сергійович, Надзвичайний і Повноважний Посол України в Республіці Куба
37. 7 серпня 1996 р., № 649/96 — Хандогій Володимир Дмитрович, заступник Міністра закордонних справ України
38. 7 серпня 1996 р., № 651/96 — Чернявський Георгій Володимирович, Керівник Служби протоколу Президента України
39. 8 серпня 1996 р., № 688/96 — Огризко Володимир Станіславович, Керівник Управління з питань зовнішньої політики Адміністрації Президента України
40. 15 серпня 1996 р., № 701/96 — Касьяненко Анатолій Іванович, Надзвичайний і Повноважний Посол України в Республіці Грузія
41. 4 жовтня 1996 р., № 920/96 — Білодід Ростислав Митрофанович, Надзвичайний і Повноважний Посол України в Литовській Республіці
42. 12 грудня 1996 р., № 1194/96 — Рилач Юрій Олександрович, заступник Міністра закордонних справ України
43. 23 травня 1997 р., № 462/97 — Сметанін Володимир Ілліч, Надзвичайний і Повноважний Посол України в Республіці Узбекистан
44. 10 червня 1997 р., № 506/97 — Богатир Віктор Васильович, Надзвичайний і Повноважний Посол України в Республіці Казахстан
45. 30 вересня 1997 р., № 1070/97 — Маймескул Микола Іванович, Постійний Представник України при Відділенні ООН та інших міжнародних організаціях у Женеві
46. 2 жовтня 1997 р., № 1088/97 — Чалий Олександр Олександрович, Надзвичайний і Повноважний Посол України в Румунії
47. 22 листопада 1997 р., № 1298/97 — Єльченко Володимир Юрійович, Постійний Представник України при ООН
48. 16 січня 1998 р., № 20/98 — Осика Сергій Григорович, Міністр зовнішніх економічних зв'язків і торгівлі України
49. 3 квітня 1998 р., № 253/98 — Подолєв Ігор Валентинович, Надзвичайний і Повноважний Посол України у Фінляндській Республіці
50. 17 листопада 1998 р., № 1259/98 — Шостак Анатолій Миколайович, Надзвичайний і Повноважний Посол України в Республіці Хорватія
51. 14 липня 1999 р., № 834/99 — Фуркало Володимир Васильович, Надзвичайний і Повноважний Посол України у Федеративній Республіці Югославія
52. 14 липня 1999 р., № 835/99 — Пономаренко Анатолій Георгійович, Надзвичайний і Повноважний Посол України в Федеративній Республіці Німеччина
53. 14 липня 1999 р., № 836/99 — Павличко Дмитро Васильович, Надзвичайний і Повноважний Посол України в Республіці Польща
54. 14 липня 1999 р., № 837/99 — Никоненко Олександр Миколайович, Надзвичайний і Повноважний Посол України в Федеративній Республіці Бразилія
55. 14 липня 1999 р., № 838/99 — Моцик Олександр Федорович, Надзвичайний і Повноважний Посол України в Турецькій Республіці
56. 14 липня 1999 р., № 839/99 — Михайловський Віктор Іванович, Надзвичайний і Повноважний Посол України в Латвійській Республіці
57. 14 липня 1999 р., № 842/99 — Ковальська Ніна Климівна, Надзвичайний і Повноважний Посол України в Швейцарській Конфедерації
58. 14 липня 1999 р., № 844/99 — Майданник Олександр Іванович, заступник Міністра закордонних справ України
59. 14 липня 1999 р., № 845/99 — Бершеда Євген Романович, перший заступник Міністра закордонних справ України
60. 30 вересня 1999 р., № 1243/99 — Марков Дмитро Юхимович, Надзвичайний і Повноважний Посол України в Державі Ізраїль
61. 1 грудня 1999 р., № 1512/99 — Білоблоцький Микола Петрович, Надзвичайний і Повноважний Посол України в Російській Федерації
62. 3 грудня 1999 р., № 1531/99 — Кучинський Валерій Павлович, заступник Представника України в Раді Безпеки ООН
63. 15 лютого 2000 р., № 241/2000 — Сергеєв Юрій Анатолійович, Надзвичайний і Повноважний Посол України в Грецькій Республіці
64. 14 серпня 2000 р., № 979/2000 — Литвин Ігор Антонович, Надзвичайний і Повноважний Посол України в Китайській Народній Республіці
65. 22 грудня 2000 р., № 1367/2000 — Харченко Ігор Юрійович, заступник Міністра закордонних справ України
66. 2 липня 2001 р., № 479/2001 — Фіалко Андрій Олександрович, Керівник Головного управління з питань зовнішньої політики Адміністрації Президента України
67. 2 серпня 2001 р., № 577/2001 — Бережний Олексій Миколайович, заступник Міністра закордонних справ України
68. 2 серпня 2001 р., № 590/2001 — Божко Олександр Іванович, Надзвичайний і Повноважний Посол України в Республіці Вірменія
69. 20 серпня 2001 р., № 687/2001 — Семенець Олег Євгенович, Надзвичайний і Повноважний Посол України в Республіці Індія
70. 4 вересня 2001 р., № 796/2001 — Губерський Леонід Васильович, директор Інституту міжнародних відносин Національного університету імені Тараса Шевченка, член-кореспондент Національної академії наук України
71. 6 червня 2002 р., № 525/2002 — Станік Сюзанна Романівна, Постійний представник України при Раді Європи
72. 6 червня 2002 р., № 526/2002 — Бутяга Володимир Іванович, Надзвичайний і Повноважний Посол України в Федеративній Республіці Нігерія
73. 13 серпня 2002 р., № 705/2002 — Микитенко Євген Олегович, перший заступник Керівника Головного управління з питань зовнішньої політики Адміністрації Президента України
74. 23 серпня 2002 р., № 760/2002 — Кулеба Іван Дмитрович, заступник Державного секретаря Міністерства закордонних справ України
75. 5 вересня 2002 р., № 798/2002 — Чупрун Вадим Прокопович, Надзвичайний і Повноважний Посол України в Туркменістані
76. 23 вересня 2002 р., № 855/2002 — Устич Сергій Іванович, Надзвичайний і Повноважний Посол України в Чеській Республіці
77. 2 грудня 2002 р., № 1129/2002 — Шпек Роман Васильович, Представник України при Європейських Співтовариствах (Європейському Союзі)
78. 23 грудня 2002 р., № 1186/2002 — Тимошенко Костянтин Володимирович, Надзвичайний і Повноважний Посол України в Португальській Республіці
79. 23 грудня 2002 р., № 1199/2002 — Резнік Михайло Борисович, Надзвичайний і Повноважний Посол України в Китайській Народній Республіці
80. 6 березня 2003 р., № 202/2003 — Купчишин Олександр Михайлович, директор Правового департаменту Міністерства закордонних справ України
81. 26 березня 2003 р., № 279/2003 — Чалий Петро Федорович, Надзвичайний і Повноважний Посол України в Республіці Молдова
82. 18 серпня 2003 р., № 849/2003 — Кирик Віктор Андрійович, Надзвичайний і Повноважний Посол України в Республіці Хорватія
83. 18 серпня 2003 р., № 850/2003 — Рибак Олексій Миколайович, Надзвичайний і Повноважний Посол України у Великій Соціалістичній Народній Лівійській Арабській Джамагирії
84. 8 грудня 2003 р., № 1411/2003 — Мітюков Ігор Олександрович, Надзвичайний і Повноважний Посол України в Сполученому Королівстві Великої Британії та Північної Ірландії
85. 8 грудня 2003 р., № 1413/2003 — Бурмаков Анатолій Іванович, Надзвичайний і Повноважний Посол України в Державі Кувейт
86. 13 грудня 2003 р., № 1432/2003 — Кожара Леонід Олександрович, Надзвичайний і Повноважний Посол України в Королівстві Швеція
87. 12 січня 2004 р., № 38/2004 — Скуратовський Михайло Васильович, Надзвичайний і Повноважний Посол України в Південно-Африканській Республіці
88. 22 січня 2004 р., № 67/2004[1] — Смешко Ігор Петрович, Голова Служби безпеки України
89. 28 лютого 2004 р., № 250/2004 — Олійник Анатолій Тимофійович, Посол з особливих доручень Міністерства закордонних справ України
90. 5 березня 2004 р., № 285/2004 — Дронь Анатолій Андрійович, перший заступник Міністра закордонних справ України у зв'язках з Верховною Радою України
91. 12 жовтня 2004 р., № 1223[2] — Малько Юрій Феодосійович, заступник Керівника апарату Ради національної безпеки і оборони України
92. 19 жовтня 2004 р., № 1266/2004 — Базів Василь Андрійович, заступник Глави Адміністрації Президента України — Керівник Головного аналітичного управління
93. 20 жовтня 2004 р., № 1289/2004 — Нагайчук Віктор Іванович, Надзвичайний і Повноважний Посол України в Хашимітському Королівстві Йорданія
94. 2 листопада 2004 р., № 1336/2004 — Демченко Руслан Михайлович, Надзвичайний і Повноважний Посол України в Сербії і Чорногорії
95. 18 листопада 2004 р., № 1428/2004 — Тимофєєв Ігор Володимирович, заступник Міністра оборони України
96. 19 листопада 2004 р., № 1435/2004 — Табачник Дмитро Володимирович, Віце-прем'єр-міністр України
97. 30 грудня 2004 р., № 1580/2004 — Зайчук Валентин Олександрович, Керівник Апарату Верховної Ради України
98. 31 грудня 2004 р., № 1598/2004 — Долгов Ігор Олексійович, заступник Міністра закордонних справ України
99. 31 грудня 2004 р., № 1601/2004 — Бєлашов Володимир Євгенович, Постійний представник України при Відділенні ООН та інших міжнародних організаціях у Женеві
100. 31 грудня 2004 р., № 1603/2004 — Камишев Сергій Олексійович, Надзвичайний і Повноважний Посол України в Китайській Народній Республіці
101. 18 січня 2005 р., № 44/2005 — Шаповал Петро Дмитрович, Надзвичайний і Повноважний Посол України в Республіці Білорусь
102. 19 січня 2005 р., № 56/2005 — Цибенко Василь Григорович, Надзвичайний і Повноважний Посол України в Республіці Казахстан
103. 11 листопада 2005 р., № 1573/2005 — Веселовський Андрій Іванович, директор Політичного департаменту Міністерства закордонних справ України
104. 14 грудня 2005 р., № 1758/2005 — Богаєвський Юрій Вадимович, Надзвичайний і Повноважний Посол України в Федеративній Республіці Бразилія, а також Надзвичайний і Повноважний Посол України в Республіці Еквадор, Надзвичайний і Повноважний Посол України в Республіці Болівія, Надзвичайний і Повноважний Посол України в Боліварській Республіці Венесуела за сумісництвом
105. 19 грудня 2005 р., № 1799/2005 — Гур'янов Леонід Миколайович, Надзвичайний і Повноважний Посол України в Королівстві Саудівська Аравія
106. 19 грудня 2005 р., № 1800/2005 — Морозов Костянтин Петрович, Глава Місії України при НАТО
107. 20 березня 2006 р., № 241/2006 — Базилевський Борис Миколайович, директор Департаменту консульської служби Міністерства закордонних справ України
108. 11 липня 2006 р., № 604/2006 — Гнатишин Іван Миколайович, директор Валютно-фінансового департаменту Міністерства закордонних справ України
109. 18 січня 2007 р., № 23/2007 — Клімчук Борис Петрович, Надзвичайний і Повноважний Посол України в Литовській Республіці
110. 30 січня 2007 р., № 55/2007 — Шамшур Олег Владиславович, Надзвичайний і Повноважний Посол України в Сполучених Штатах Америки, Надзвичайний і Повноважний Посол України в Антигуа і Барбуда за сумісництвом
111. 23 серпня 2007 р., № 781/2007 — Кір'яков Павло Олексійович, Надзвичайний і Повноважний Посол України в Естонській Республіці
112. 23 серпня 2007 р., № 782/2007 — Спис Микола Михайлович, Надзвичайний і Повноважний Посол України в Грузії
113. 23 серпня 2007 р., № 783/2007 — Рилач Валерій Олександрович, директор Третього територіального департаменту Міністерства закордонних справ України
114. 23 серпня 2007 р., № 784/2007 — Боровик Сергій Миколайович, Надзвичайний і Повноважний Посол України в Алжирській Народній Демократичній Республіці
115. 21 листопада 2007 р., № 1130/2007 — Яценюк Арсеній Петрович, Міністр закордонних справ України
116. 27 грудня 2007 р., № 1264/2007 — Дір Ігор Юрійович, Керівник Головної служби зовнішньої політики Секретаріату Президента України
117. 27 грудня 2007 р., № 1265/2007 — Дем'янюк Олександр Павлович, Надзвичайний і Повноважний Посол України в Республіці Кіпр
118. 27 грудня 2007 р., № 1266/2007 — Перелигін Євген Юрійович, Постійний представник України при Раді Європи
119. 27 грудня 2007 р., № 1267/2007 — Сагач Ігор Михайлович, Надзвичайний і Повноважний Посол України в Королівстві Норвегія
120. 27 грудня 2007 р., № 1268/2007 — Єлісєєв Костянтин Петрович, заступник Міністра закордонних справ України
121. 15 січня 2008 р., № 20/2008 — Пятницький Валерій Тезійович, глава делегації України на переговорах зі вступу України до Світової організації торгівлі
122. 4 березня 2008 р., № 198/2008 — Іжевська Тетяна Іванівна, Надзвичайний і Повноважний Посол України у Ватикані
123. 5 травня 2008 р., № 408/2008 — Зарудна Наталія Миколаївна, Надзвичайний і Повноважний Посол України в Королівстві Данія
124. 14 травня 2008 р., № 438/2008 — Гончарук Андрій Іванович, заступник Глави Секретаріату Президента України
125. 3 червня 2008 р № 507/2008 — Похвальський В'ячеслав Володимирович, Надзвичайний і Повноважний Посол України в Республіці Узбекистан
126. 3 червня 2008 р № 510/2008 — Соколовський Богдан Іванович, Уповноважений Президента України з міжнародних питань енергетичної безпеки
127. 23 серпня 2008 р., № 760/2008 — Селівон Микола Федосович, Надзвичайний і Повноважний Посол України в Республіці Казахстан
128. 23 серпня 2008 р., № 761/2008 — Пирожков Сергій Іванович, Надзвичайний і Повноважний Посол України в Республіці Молдова
129. 23 серпня 2008 р., № 763/2008 — Кулик Маркіян Зіновійович, Надзвичайний і Повноважний Посол України в Румунії
130. 23 серпня 2008 р., № 763/2008 — Лубківський Маркіян Романович, Надзвичайний і Повноважний Посол України в Республіці Хорватія
131. 23 серпня 2008 р., № 763/2008 — Огнівець Інна Василівна, Надзвичайний і Повноважний Посол України в Словацькій Республіці
132. 23 серпня 2008 р., № 763/2008 — Прокопчук Ігор Васильович, Надзвичайний і Повноважний Посол в Литовській Республіці
133. 23 серпня 2008 р., № 765/2008 — Цибух Валерій Іванович, Надзвичайний і Повноважний Посол України в Грецькій Республіці
134. 19 грудня 2008 р., № 1180/2008 — Горін Олександр Олегович, заступник Міністра закордонних справ України
135. 19 грудня 2008 р., № 1180/2008 — Грицак Іван Юрійович, заступник Керівника Головної служби зовнішньої політики Секретаріату Президента України
136. 19 грудня 2008 р., № 1180/2008 — Кириченко Микола Миколайович, Генеральний консул України в Нью-Йорку (Сполучені Штати Америки)
137. 19 грудня 2008 р., № 1180/2008 — Полурез Юрій Володимирович, Керівник Служби Державного Протоколу і Церемоніалу Секретаріату Президента України
138. 12 січня 2009 р., № 11/2009 — Гуменюк Борис Іванович, ректор Дипломатичної академії України при Міністерстві закордонних справ України
139. 24 квітня 2009 р., № 263/2009 — Погорельцев Сергій Олексійович, директор Департаменту консульської служби Міністерства закордонних справ України
140. 24 квітня 2009 р., № 265/2009 — Точицький Микола Станіславович, Керівник Головної служби зовнішньої політики Секретаріату Президента України
141. 21 серпня 2009 р., № 665/2009 — Коваль Ярослав Григорович, директор Департаменту державного протоколу Міністерства закордонних справ України
142. 21 серпня 2009 р., № 666/2009 — Поліха Ігор Зіновійович, Надзвичайний і Повноважний Посол України в Республіці Індія
143. 23 жовтня 2009 р., № 853/2009 — Порошенко Петро Олексійович, Міністр закордонних справ України
144. 21 грудня 2009 р., № 1081/2009 — Грушко Ігор Олегович, директор Другого територіального департаменту Міністерства закордонних справ України
145. 21 грудня 2009 р., № 1081/2009 — Гуменний Ігор Володимирович, директор Третього територіального департаменту Міністерства закордонних справ України
146. 21 грудня 2009 р., № 1081/2009 — Кулінич Микола Андрійович, Надзвичайний і Повноважний Посол України в Японії
147. 21 грудня 2009 р., № 1081/2009 — Міщенко Олександр Павлович, директор Четвертого територіального департаменту Міністерства закордонних справ України
148. 21 грудня 2009 р., № 1081/2009 — Щерба Анатолій Анатолійович, Надзвичайний і Повноважний Посол України в Королівстві Іспанія
149. 5 лютого 2010 р., № 115/2010 — Майко Віктор Анатолійович, Надзвичайний і Повноважний Посол України в Туркменістані
150. 20 серпня 2010 р., № 839/2010 — Коваль Володимир Олександрович, Надзвичайний і Повноважний Посол України в Ліванській Республіці
151. 20 серпня 2010 р., № 839/2010 — Ладний Юрій Анатолійович, заступник Глави Адміністрації Президента України — Керівник Головного управління Державного Протоколу та Церемоніалу
152. 22 грудня 2010 р., № 1161/2010 — Дьомін Олег Олексійович, Надзвичайний і Повноважний Посол України в Республіці Казахстан
153. 22 грудня 2010 р., № 1161/2010 — Клімкін Павло Анатолійович, заступник Міністра закордонних справ України
154. 23 серпня 2011 р., № 873/2011 — Троненко Ростислав Володимирович, директор Другого територіального департаменту Міністерства закордонних справ України
155. 22 грудня 2011 р., № 1176/2011 — Мальський Маркіян Зіновійович, Надзвичайний і Повноважний Посол України в Республіці Польща
156. 22 грудня 2011 р., № 1176/2011 — Саєнко Тетяна Григорівна, Надзвичайний і Повноважний Посол України в Республіці Куба
157. 22 грудня 2011 р., № 1176/2011 — Тихонов Віктор Миколайович, Надзвичайний і Повноважний Посол України в Республіці Білорусь
158. 24 серпня 2012 р., № 517/2012 — Дещиця Андрій Богданович, Надзвичайний і Повноважний Посол України у Фінляндській Республіці
159. 24 серпня 2012 р., № 517/2012 — Клименко Юрій Аркадійович, перший заступник Керівника Головного управління з питань міжнародних відносин Адміністрації Президента України
160. 21 грудня 2012 р., № 711/2012 — Шевченко Олександр Дмитрович, Надзвичайний і Повноважний Посол України в Республіці Індія
161. 24 серпня 2013 р., № 466/2013 — Крижанівський Віктор Володимирович, Надзвичайний і Повноважний Посол України в Естонській Республіці
162. 21 грудня 2013 р., № 700/2013 — Єжель Михайло Броніславович, Надзвичайний і Повноважний Посол України в Республіці Білорусь
163. 21 грудня 2013 р., № 700/2013 — Мармазов Василь Євгенович, Надзвичайний і Повноважний Посол України в Республіці Корея
164. 21 грудня 2013 р., № 700/2013 — Олефіров Андрій Володимирович, заступник Міністра закордонних справ України — керівник апарату
165. 23 серпня 2014 р., № 681/2014 — Жовтенко Валерій Тимофійович, Надзвичайний і Повноважний Посол України в Литовській Республіці
166. 23 серпня 2014 р., № 681/2014 — Зайчук Борис Олександрович, Надзвичайний і Повноважний Посол України в Чеській Республіці
167. 23 серпня 2014 р., № 681/2014 — Корсунський Сергій Володимирович, Надзвичайний і Повноважний Посол України в Турецькій Республіці
168. 23 серпня 2014 р., № 681/2014 — Чалий Валерій Олексійович, Заступник Глави Адміністрації Президента України
169. 22 грудня 2014 р., № 949/2014 — Оніщенко Юрій Володимирович, перший помічник Президента України.
170. 28 квітня 2015 р., № 245/2015 — Шевальов Валентин Миколайович, Надзвичайний і Повноважний Посол України в Туркменистані[3].
171. 26 серпня 2015 р., № 517/2015 — Лакомов Володимир Іванович, Надзвичайний і Повноважний Посол України в Пакистані
172. 26 серпня 2015 р., № 517/2015 — Мельник Ярослав Володимирович, Керівник Головного департаменту Державного Протоколу та Церемоніалу Адміністрації Президента України
173. 21 грудня 2015 р., № 717/2015 — Латій Геннадій Георгійович, Надзвичайний і Повноважний Посол України в Єгипті
174. 23 серпня 2016 р., № 352/2016 — Балтажи Микола Федорович, Надзвичайний і Повноважний Посол України в Болгарії
175. 23 серпня 2016 р., № 352/2016 — Надоленко Геннадій Олексійович, Надзвичайний і Повноважний Посол України в Ізраїлі
176. 23 серпня 2016 р., № 352/2016 — Ярмілко Юрій Анатолійович, директор Департаменту менеджмента персонала Міністерства закордонних справ України
177. 22 грудня 2016 р., № 570/2016 — Бродович Михайло Франкович, Надзвичайний і Повноважний Посол України в Республіці Словенія
178. 22 грудня 2016 р., № 570/2016 — Зеркаль Олена Володимирівна, заступник Міністра закордонних справ України з питань європейської інтеграції
179. 22 грудня 2016 р., № 570/2016 — Кислиця Сергій Олегович, заступник Міністра закордонних справ України
180. 22 грудня 2016 р., № 570/2016 — Мельник Андрій Ярославович, Надзвичайний і Повноважний Посол України у Федеративній Республіці Німеччина[4]
181. 24 серпня 2017 р., № 252/2017 — Мушка Юрій Юрійович, Надзвичайний і Повноважний Посол України в Словацькій Республіці
182. 24 серпня 2017 р., № 252/2017 — Нагорний Микола Вікторович, Надзвичайний і Повноважний Посол України у Державі Лівія
183. 24 серпня 2017 р., № 252/2017 — Цимбалюк Євгеній Вікторович, Надзвичайний і Повноважний Посол України в Республіці Кенія
184. 22 грудня 2017 р., № 426/2017 — Перебийніс Євген Петрович, Надзвичайний і Повноважний Посол України в Чеській Республіці
185. 22 грудня 2017 р., № 426/2017 — Сибіга Андрій Іванович, Надзвичайний і Повноважний Посол України в Турецькій Республіці
186. 23 серпня 2018 р., № 253/2018 — Ченцов Всеволод Валерійович, Надзвичайний і Повноважний Посол України в Нідерландах
187. 23 серпня 2018 р., № 253/2018 — Жовква Ігор Іванович, Керівник Головного департаменту зовнішньої політики та європейської інтеграції Адміністрації Президента України
188. 22 грудня 2018 р., № 436/2018 — Непоп Любов Василівна, Надзвичайний і Повноважний Посол України в Угорщині[5]
189. 18 травня 2019 р., № 275/2019 — Ар'єв Володимир Ігорович, Голова Постійної делегації Верховної Ради України в Парламентській Асамблеї Ради Європи
190. 18 травня 2019 р., № 275/2019 — Божок Єгор Валерійович, заступник Міністра закордонних справ України
191. 18 травня 2019 р., № 275/2019 — Герасимов Артур Володимирович, Голова Постійної делегації Верховної Ради України у Парламентській асамблеї ОБСЄ
192. 18 травня 2019 р., № 275/2019 — Шутенко Сергій Олександрович, Надзвичайний і Повноважний Посол України в Грецькій Республіці.
193. 19 травня 2019 р., № 298/2019 — Логвинський Георгій Володимирович, заступник Голови Постійної делегації Верховної Ради України у Парламентській Асамблеї Ради Європи.
194. 30 вересня 2019 р., № 723/2019 — Пристайко Вадим Володимирович, Міністр закордонних справ України[6].
195. 21 грудня 2019 р., № 934/2019 — Москаленко Віталій Анатолійович, Надзвичайний і Повноважний Посол України в Республіці Болгарія[7].
196. 23 серпня 2020 р., № 356/2020 — Рева Сергій Вікторович, Посол з особливих доручень відділу (Секретаріату) Національної комісії у справах ЮНЕСКО Департаменту міжнародних організацій Міністерства закордонних справ України.
197. 23 серпня 2020 р., № 356/2020 — Химинець Василь Васильович, директор Першого територіального департаменту Міністерства закордонних справ України.
198. 23 серпня 2020 р., № 356/2020 — Яценківський Володимир Володимирович, Надзвичайний і Повноважний Посол України в Литовській Республіці.
199. 22 грудня 2020 р., № 583/2020 — Дорошенко Микола Петрович, Надзвичайний і Повноважний Посол України в Республіці Узбекистан.
200. 24 серпня 2021 р., № 437/2021 — Кулеба Дмитро Іванович, Міністр закордонних справ України.
201. 24 серпня 2021 р., № 438/2021 — Бешта Андрій Петрович, Надзвичайний і Повноважний Посол України в Королівстві Таїланд у 2015—2021 роках (посмертно).
202. 22 грудня 2021 р., № 670/2021 — Бороденков Сергій Миколайович, Посол з особливих доручень відділу правового оформлення державного кордону Департаменту міжнародного права Міністерства закордонних справ України.
203. 22 грудня 2021 р., № 670/2021 — Брусило Ігор Миколайович, Заступник Керівника Офісу Президента України.
204. 22 грудня 2021 р., № 670/2021 — Маркарова Оксана Сергіївна, Надзвичайний і Повноважний Посол України в Сполучених Штатах Америки.
205. 22 грудня 2021 р., № 670/2021 — Німчинський Руслан Михайлович, Надзвичайний і Повноважний Посол України в Республіці Кіпр.
206. 24 серпня 2022 р., № 613/2022 — Боднар Василь Миронович, Надзвичайний і Повноважний Посол України в Турецькій Республіці.
207. 24 серпня 2022 р., № 613/2022 — Плахотнюк Андрій Миколайович, Надзвичайний і Повноважний Посол України в Королівстві Швеція.
208. 23 грудня 2022 р., № 877/2022 — Шкуров Володимир Анатолійович, Надзвичайний і Повноважний Посол України в Албанії.
209. 22 грудня 2023 рр. № 843/2023 — Баньков Олександр Сергійович — державний секретар Міністерства закордонних справ України
210. 22 грудня 2023 рр. № 843/2023 — Омельченко Вадим Володимирович — Надзвичайний і Повноважний Посол України у Франції
211. 22 грудня 2023 рр. № 843/2023 — Толкач Володимир Сергійович — Надзвичайний і Повноважний Посол України в Республіці Сербія.